# ウィーン包囲戦の一覧
この記事はウィーンの包囲・攻城の史実を集めたものだが、外国（敵対）軍勢がウィーン近郊にまで迫った史実も含めている。

## 一覧
- 1239年：フリードリヒ2世「闘争公(der Streitbare)」の追放。短期間、自由帝国都市格となったウィーンを、6月から12月まで、フリードリヒが包囲。降伏。
- 1276年：ルドルフ1世がオトカル2世プシェミスルを攻撃。10月18日から11月25日まで、ルドルフ・フォン・ハプスブルクの軍勢が包囲。降伏。
- 1287年：1287年秋から1288年2月18日まで、アルブレヒト1世の軍勢が包囲。降伏。
- 1428年：フス戦争。5月から6月まで、フスの軍勢がウィーン近郊のシュトッケラウ、イェドラーゼーを脅かす。
- 1447年：ハンガリー戦争。12月5日と6日、ヨハン・フニャディの軍勢がウィーン近郊のペルヒトルツドルフ、メートリング、グンポルツキルヒェンを脅かす。
- 1461年：8月5日から9月6日まで、ベーメン王ゲオルク・フォン・ポディーブラートの軍勢が脅かす。
- 1461年：ハプスブルク家の兄弟闘争。6月から9月まで、フリードリヒ（皇帝フリードリヒ3世）と敵対したアルブレヒトがウィーンを包囲[2]。
- 1462年：10月21日から12月4日、皇帝フリードリヒの宮殿(Wiener Burg)をウィーン市民が包囲[3]。
- 1477年：ハンガリー戦争。8月14日から12月20日まで、マティアス・コルヴィヌスの軍勢が包囲。失敗。
- 1485年：ハンガリー戦争。ウィーン包囲戦（英語版）。3月から5月31日まで、マティアス・コルヴィヌスの軍勢が包囲。6月1日、入城[4]。
- 1490年：ハンガリー戦争。8月19日から29日まで、マクシミリアン1世により包囲。降伏。
- 1529年：第一次オーストリア・トルコ戦争。第一次ウィーン包囲。9月23日から10月14日まで、スレイマン1世の軍勢が包囲。失敗。
- 1532年：第二次オーストリア・トルコ戦争。9月、トルコ軍がウィーン近郊のバーデン、エンツァースドルフ、レオーバースドルフを脅かす。
- 1606年：第三次オーストリア・トルコ戦争。7月5日から10日まで、シュテファン・ボチュカイの軍勢がウィーン近郊のイェドレゼー、オルト・アン・デア・ドナウ、エッカーツアウを脅かす。
- 1619年：三十年戦争。6月5日から12日まで、ハインリヒ・マティアス・フォン・トゥルン率いるベーメン軍が包囲。失敗。
- 1619年：三十年戦争。9月末、ガーボル・ベトレン、ハインリヒ・マティアス・フォン・トゥルンの軍勢がウィーン近郊のカイザーエーバースドルフを脅かす。
- 1643年：三十年戦争。スウェーデン元帥、カール・グスタフ・ヴランゲル率いる軽騎兵隊がドナウブリュッケ（ドナウ橋）付近をかすめる。
- 1645年：三十年戦争。4月9日から29日まで、レナート・トルステンソン率いるスウェーデン軍がウィーン近郊のフロリーツドルフを脅かす。
- 1683年：第五次オーストリア・トルコ戦争。第二次ウィーン包囲。7月14日から9月12日まで、カラ・ムスタファ率いるトルコ軍が包囲。失敗。
- 1704年：フランツ2世ラーコーツィの蜂起。3月から6月まで、ラーコーツィがザンクトマルクスとノイゲボイデを脅かす。
- 1741年：オーストリア継承戦争。10月14日から11月30日まで、バイエルン軍とフランス軍がウィーン近郊のザンクトペルテン、マウテルン・アン・デア・ドナウ、クレムスを脅かす。
- 1805年：第三次対仏大同盟。11月11日から14日まで、フランス軍が包囲。降伏し、占領。
- 1809年：1809年オーストリア戦役（第五次対仏大同盟）。5月12日、フランス軍が包囲、砲撃。13日、降伏し、占領。
- 1848年：三月革命。10月23日から31日まで、ヴィンディッシュ・グレーツ侯アルフレート1世が包囲。降伏。
- 1866年：普墺戦争。7月20日から22日にかけて、プロイセン軍がウィーン近郊のシュトッケラウ、ブライテンレー、ラッセーを脅かす。
- 1945年： 第二次世界大戦。連合軍のウィーン攻勢。4月5日から13日まで、ソビエトが占領（赤軍、第三ウクライナ方面軍、第二ウクライナ方面軍）。9月1日から1955年まで、米国・英国・フランスが占領統治。